# Poa atropidiformis var. patagonica
Poa atropidiformis var. patagonica là một phân loài cỏ trong họ hòa thảo, thuộc chi poa.